# Autostrada A22 (Holandia)
Autostrada A22 (nl. Rijksweg 22) - jedna z najkrótszych autostrad w Holandii. Ma około 8 kilometrów długości. Zaczyna się na węźle Velsen - A9. Dalej przebiega tunelem Velsen do węzła Beverwijk.